# Zonophryxus quinquedens
Zonophryxus quinquedens är en kräftdjursart som beskrevs av Barnard 1914. Zonophryxus quinquedens ingår i släktet Zonophryxus och familjen Dajidae.
Artens utbredningsområde är havet utanför Sydafrika. Inga underarter finns listade i Catalogue of Life.